# 하포엘 하이파 FC
하포엘 하이파 풋볼 클럽(히브리어: מועדון הכדורגל הפועל חיפה, 영어: Hapoel Haifa Football Club)은 하이파에 위치한 이스라엘의 프로 축구 클럽이다. 이 클럽은 한 번의 챔피언십과 네 번의 이스라엘 컵을 우승했다. 이 팀은 "더 샤크스"로도 알려져 있다. 클럽의 홈구장은 하이파의 사미 오페르 스타디움으로, 2014년 키르야트 엘리에저 스타디움과 1955년 키르야트하임의 토마스 달레산드로 스타디움에서 출발한 이후 이곳에서 경기를 치렀다. 라이벌 마카비 하이파와 공유하는 이 경기장은 이스라엘 축구에서 두 번째로 큰 경기장으로, 수용 인원은 30,942명이다.

## 경기장
하포엘 하이파는 원래 이 클럽의 주요 훈련장인 키르야트하임에서 경기를 했다. 1955년, 이탈리아 노동조합의 선물은 하포엘의 새로운 홈구장이 될 하이파 중심부에 있는 축구 경기장이었다. 개막전은 하포엘이 마카비에게 4-1로 패한 하이파 더비였다.

### 사미 오페르 스타디움
하이파에서 클럽 측에 도시 남쪽 입구에 경기장 부지를 제공한 후, 사미 오페르 스타디움이 건설되었으며, 현재는 30,942석을 수용할 수 있는 하포엘의 홈 경기장으로 사용되고 있다.

## 라이벌
하이파의 두 주요 클럽인 하포엘 하이파와 마카비 하이파는 상호 혐오와 팬 갈등을 포함하는 격렬한 경쟁의 오랜 역사를 가지고 있으며, 이 경쟁은 하포엘 하이파가 2부 리그에서 덜 성공적이었던 시절에도 계속되었다. 이러한 경쟁의 근원은 주로 클럽의 정치적 정체성에 있다. 하포엘은 사회주의 노동 팀으로 설립되었으며, 주로 히스타드루트와 마파이의 통치, 지역 및 국가와 동일시되었다. 하포엘은 당국의 지원을 받은 설립 팀으로 확인되었다. 따라서 당연히 마카비 하이파는 생존을 위해 싸워야 하는 박탈된 팀이 되었다. 클럽 간의 차이로 인해 하포엘 하이파의 팬들 사이에는 전통적으로 하이파의 산업 종사자 대부분인 정치적 좌파와 동일시되었다. 마카비 하이파 팬들은 주로 중산층 신분의 일부로 확인되었다.

## 선수 명단

### 현역
참고: FIFA 자격 규정에 따라 소속된 국가대표팀 국기를 표시합니다. 선수는 복수의 FIFA 비회원국 국적을 가지고 있을 수 있습니다.
| 번호 | 포지션 | 국적     | 이름          |
| ---- | ------ | -------- | ------------- |
| 10   | FW     | 자메이카 | 제이본 이스트 |

| 번호 | 포지션 | 국적 | 이름 |
| ---- | ------ | ---- | ---- |

## 역대 감독
| 감독                  | 임기        |
| --------------------- | ----------- |
| 모르데하이 슈피글레르 | 1979 ~ 1980 |
| 아브람 그란트         | 1995 ~ 1996 |

## 성적
- 리갓 하알: 우승 1회 (1998–99), 준우승 1회 (1958–59)
- 리가 레우밋: 우승 1회 (2008–09)
- 이스라엘 스테이트컵: 우승 3회 (1962–63, 1965–66, 1973–74), 준우승 5회 (1932, 1958, 1964, 1995, 2004)
- 토토컵: 우승 2회 (2000–01, 2012–13)